# 権逸松
権 逸松（クォン・イルソン、朝鮮語: 권일송/權逸松、1933年10月19日 - 1995年11月22日）は、大韓民国の詩人。本貫は安東権氏。
詩集に『この地は私を酒飲みにする』、『都市の火田民』、『海の女』、『海の上のタンゴ』などがある。 

## 生涯
日本統治時代の全羅北道淳昌郡生まれ。全南大学校工業大学卒。韓国経済新聞で論説委員を務めた。
1957年、韓国日報に『不眠の胸章』、東亜日報の新春文芸に『川岸の話』が当選して文壇に登場した。
1983年には小泉文学賞と1985年、現代詩人賞を受賞した。肝硬変により62歳で死去した。